# Kwinti (stam)

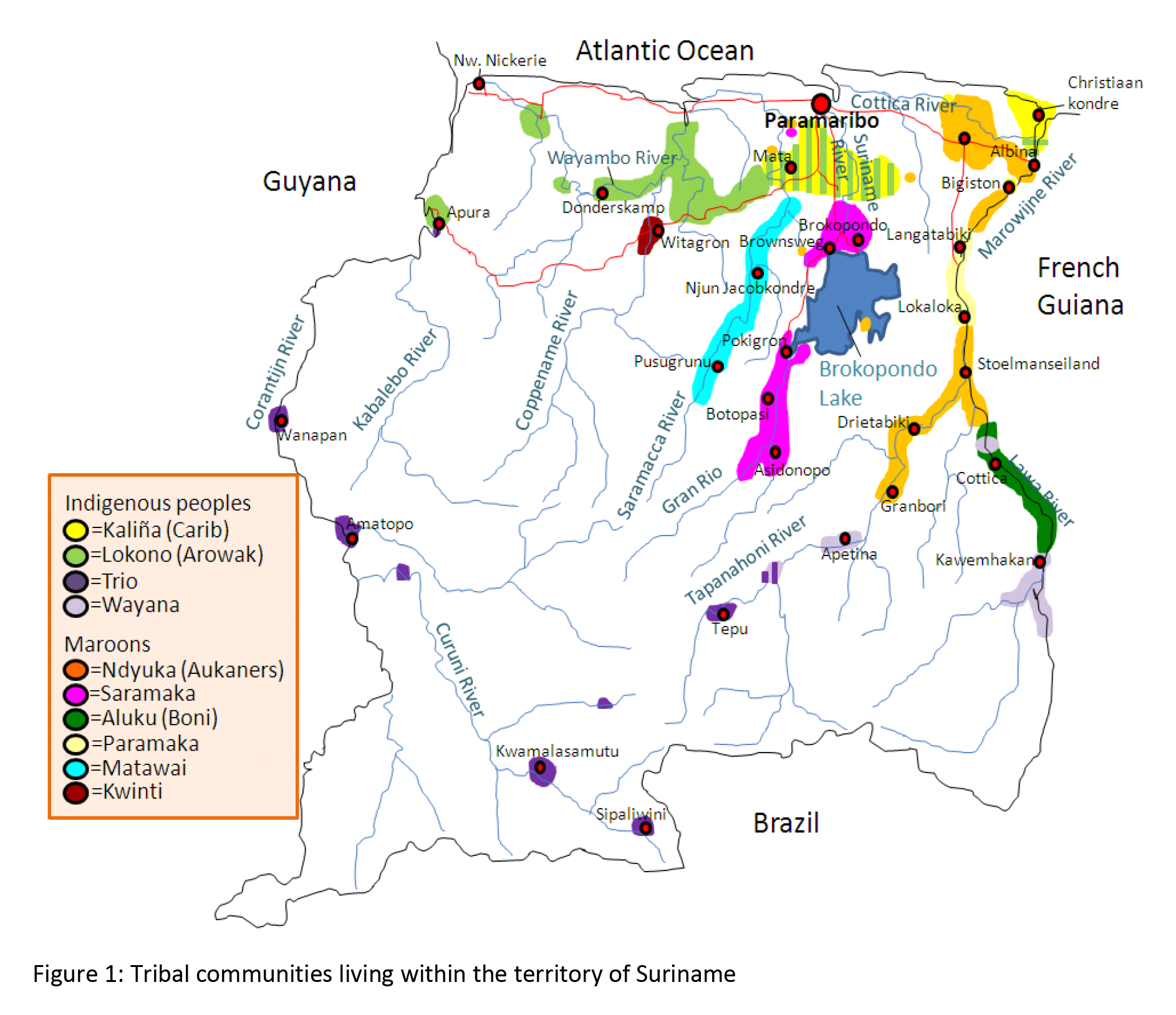
Spreiding van de inheemsen en marrons: Kwinti in het bruin, bij de zuidelijke Oost-Westverbinding

De Kwinti (Kwinti: Kwiinti), ook wel Coerintiërs (waar Kwinti van afgeleid is) of Kofiemakka naar een van hun eerste leiders Kofi (tot 1827), zijn een Surinaamse marron-stam. De stam werd gevormd door gevluchte slaven die sinds de 17e eeuw het oerwoud introkken. In 1760 weigerden de Kwinti, net als de Aluku, zich aan te sluiten bij een vredesverdrag met de Sociëteit van Suriname. Hun leefgebied is langs de rivier de Coppename en aan de Boven-Saramacca. In 1887, vierentwintig jaar na de afschaffing van de slavernij, werden de Kwinti als vrije mensen erkend.

## Geschiedenis

### Marronage en verzet
Er zijn twee oorsprongshypothesen van de Kwinti óf de Berbice-slavenopstand van 1763 óf een plantage in het district Para. De stam werd aanvankelijk geleid door Bokkoe die stierf in 1765. Bokkoe werd opgevolgd door Kofi, die een broer van vrijheidsstrijder en guerrillaleider Boni zou zijn geweest. 
De Kwinti zijn als stam bekend vanaf het begin van de 18e eeuw toen zij verschillende invallen op plantages uitvoerden. In 1766 overvielen de Kwinti plantage Onoribo. Kort daarvoor (1762) hadden de Saamaka een vredesverdrag met het koloniaal bestuur afgesloten. In 1769 splitsten de Matawai zich van de Saamaka af en vroegen het koloniaal bestuur om wapens tegen de Kwinti. De Kwinti zijn vervolgens meerdere malen aangevallen door de Matawai en door de Nederlandse kolonisten.

### Vredesverdragen

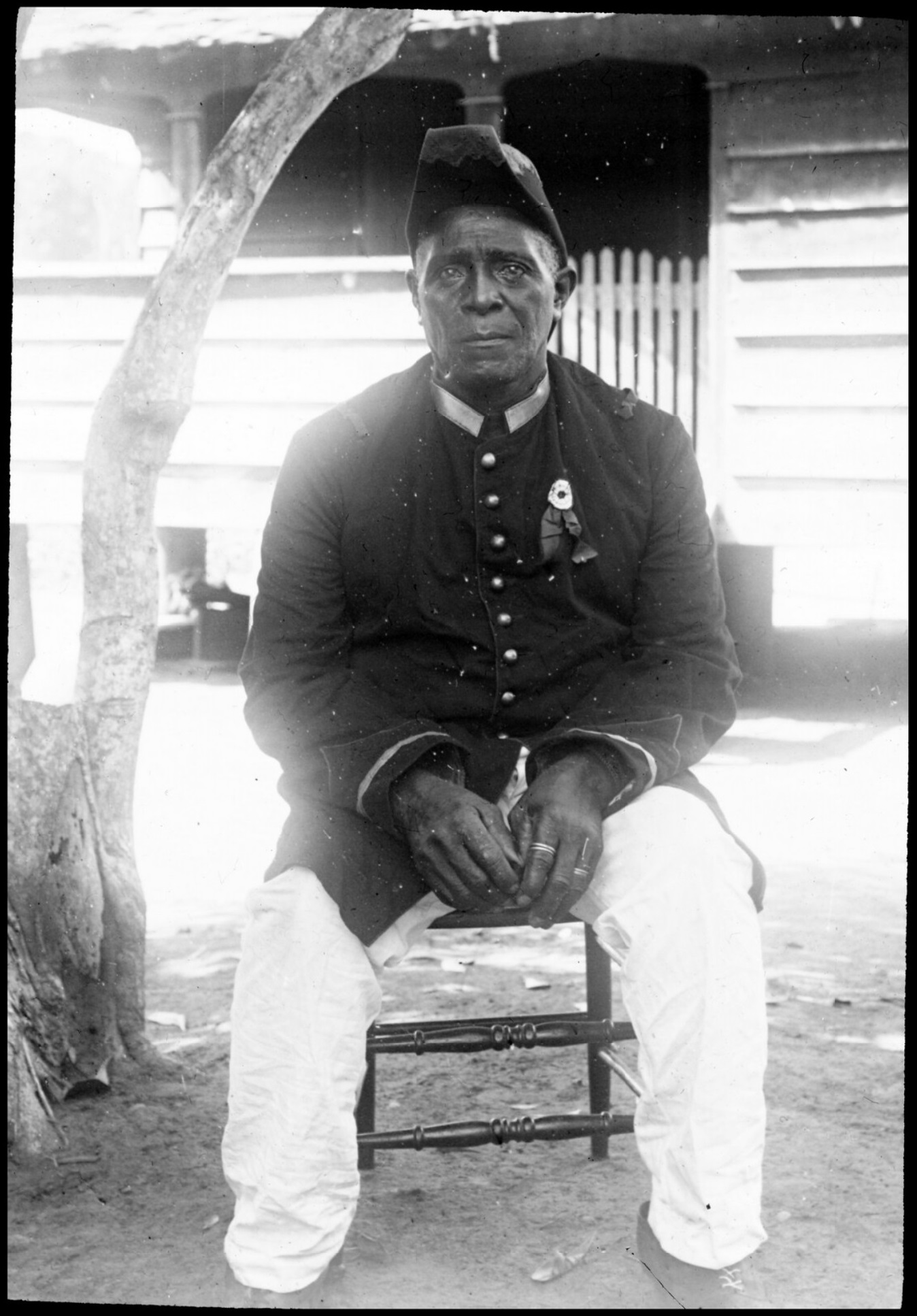
Hoofdkapitein Alamoe, gefotografeerd tijdens de Coppename-expeditie van 1901.

Rond 1850 sloten de Kwinti een vredesverdrag met de Matawai. Een deel van de stam vestigde zich aan de Coppename-rivier, een ander deel in het gebied van de Matawai aan de Boven-Saramacca, waar enkele dorpen door beide stammen worden bewoond. 
In de 19e eeuw worden de Kwinti nauwelijks nog genoemd totdat in 1887 een vredesverdrag met de koloniale regering wordt ondertekend. Het verdrag benoemde Alamoe tot Kapitein (níet tot Granman) en gaf hem de controle over de Kwinti langs de Coppename-rivier. De Kwinti aan de Boven-Saramacca kwamen onder gezag van de Matawai. 
In 1894 werd een controlegebied afgebakend rond Witagron en Kaaimanston, vanwege een nabijgelegen concessies voor hout en balata (rubber). Er werd een posthouder geïnstalleerd om de regering te vertegenwoordigen. 
Toen de Nederlandse regering in 1970 een reis met vertegenwoordigers van Marrongroepen naar Ghana organiseerde waren de Kwinti niet uitgenodigd. In 1978 werd Matheus Cornells Marcus aangesteld als Kapitein te Witagron.

### Binnenlandse oorlog; eigen Granman
In 1987, tijdens de Surinaamse Binnenlandse Oorlog, werd Witagron gedeeltelijk verwoest tijdens de gevechten met het Jungle Commando. Later werden enkele dorpen door de Tucayana Amazones geïsoleerd van de buitenwereld. Andere dorpen bevonden zich op het grondgebied van de Matawai  onder controle van Lavanti Agubaka, die een bondgenoot was van de Tucayana Amazones. Op 30 september 1989 kondigden de Kwinti aan dat ze Lavanti niet meer erkenden en eisten een Granman voor hun eigen gebied. 
In 2002 was André Mathias het eerste stamhoofd dat als Granman over alle dorpen regeerde, behalve over die waar de Kwinti in de minderheid waren. Mathias stierf in 2018. In 2020 werd Remon Clemens zijn opvolger. 

## Taal
Het kwinti is een creoolse taal, gebaseerd op Afrikaanse en Europese talen. De fonologie is grotendeels Afrikaans; het vocabulaire heeft een grote influx van het Engels, Nederlands en Frans. In het midden van de 18e eeuw is het kwinti taalkundig afgesplitst van het Sranan Tongo. Het kwinti vertoont gelijkenis met de talen zoals gesproken door de Aluku en de Paamaka. Het wordt nog door enkele honderden mensen gesproken.

## Religie
De oorspronkelijke religie van de Kwinti en andere Surinaamse marrongroepen is Winti, dat zijn oorsprong vindt in West-Afrikaanse culturele tradities. De religie kent een uitgebreid pantheon van geesten. Voorouderverering speelt erin een belangrijke rol. Winti was wettelijk verboden van 1878 tot 1971. In de 19e eeuw won de EBGS invloed in het gemeenschappelijke gebied met de Matawai, onder meer via de persoon Johannes King. De Evangelische broeders richtten een kerk op in Kaaimanston. In de jaren twintig won de katholieke kerk invloed in het Coppename-gebied. Met de trek naar stedelijk gebied in de jaren zeventig zijn veel marrons christelijk geworden.

## Dorpen
- Kaaimanston
- Witagron
- Heidoti

De Kwinti vormen een minderheid in onderstaande dorpen:
- Pakka-Pakka
- Makajapingo